# Care2x
Care2x ist ein webbasiertes Krankenhausinformationssystem. Es dient zur Integration verschiedener Informationssysteme (innerhalb des Krankenhauses) in ein einziges Informationssystem.
Care2x ist ein Open-Source-Projekt auf Basis der GPL, d. h. die Software und ihr Quellcode sind für jeden frei erhältlich.

## Geschichte und Entwicklung
2002 wurde der erste Code von Elpidio Latorilla veröffentlicht.
Seit 2004 wurde für Tansania an einer speziellen Version für ostafrikanische Krankenhäuser, wie auch ganz generell für Dritte-Welt-Länder, gearbeitet. Hierbei wurden grundlegend verschiedene Module wie Apotheke, Labor and Abrechnungsmodul sowie ARV und Lagerhaltung gezielt durch Robert Meggle erweitert oder neu konzipiert. Danach fanden, basierend auf dieser Arbeit, aktive Pilotphasen in Nepal und Brasilien statt.
Die Entwicklung scheint im Oktober 2014 eingestellt worden zu sein.
Aktuell (Februar 2023) sind sowohl die ostafrikanische als auch die deutsche Demoseite offline.
Eine Installation des Source-Codes erfordert ein PHP < 5.6, das seit dem 31. Dezember 2018 EOL ist.

## Komponenten
Care2x besteht insgesamt aus vier Komponenten, die aber auch einzeln installiert werden können.
- Krankenhausinformationssystem (KIS)
- Arztpraxeninformationssystem (AIS)
- Zentraler Datenserver (ZDS)
- Health Xchange Protocol (HXP, Datenaustausch-Protokoll)